# Tribunal Superior de Justicia de Navarra
El Tribunal Superior de Justicia de Navarra, (en euskera: Nafarroako Justizia Auzitegi Nagusia, abreviado TSJN) es el máximo órgano de administración de justicia en la Comunidad Foral de Navarra (España). Tiene su sede en Pamplona.

## Historia
Su antecedente más directo fueron las antiguas Audiencias Territoriales nacidas en 1882. El actual Tribunal Superior de Justicia de Navarra fue creado en 1985 a partir del artículo 26 de la Ley Orgánica del Poder Judicial, constituyéndose el 23 de mayo de 1989.

## Competencias
El Tribunal Superior de Justicia de Pamplona es el órgano jurisdiccional en que culmina la organización judicial en la comunidad autónoma, sin perjuicio de la competencia reservada al Tribunal Supremo.

## Organización
El alto tribunal navarro se divide en cuatro órganos:
- La Sala de Gobierno
- La Sala de lo Civil y Penal
- La Sala de lo Contencioso-Administrativo
- La Sala de lo Social

## Sede
El Tribunal Superior de Justicia de Navarra tiene su sede en Pamplona.

## Presidencia
El presidente del TSJN es nombrado por el rey de España para un periodo de cinco años a propuesta del Consejo General del Poder Judicial. El actual presidente del Tribunal Superior de Justicia de Navarra es Joaquín Galve Sauras.